# Eleodiphaga pollinosa
Eleodiphaga pollinosa är en tvåvingeart som beskrevs av Margaret Walton 1918. Eleodiphaga pollinosa ingår i släktet Eleodiphaga och familjen parasitflugor.
Artens utbredningsområde är Kalifornien. Inga underarter finns listade i Catalogue of Life.